# Honnihal, Bilgi
Honnihal là một làng thuộc tehsil Bilgi, huyện Bagalkot, bang Karnataka, Ấn Độ.